# Sarlat Theaterspelfestival
Het Festival des Théâtres des Arts de Sarlat is een Frans theaterfestival dat van half juli tot begin augustus plaatsvindt in Sarlat-la-Canéda, in de Dordogne. Het festival vindt al sinds 1952 plaats. Het is het eerste festival in Aquitanië en, na Festival van Avignon, het oudste van Frankrijk.

## Voetnoten
1. ↑  (fr)  Il était une fois le théâtre à Sarlat, dordogne-perigord-tourisme.fr